# Michel Himmer
Pas d'image ? Cliquez ici

a Compétitions nationales et continentales officielles uniquement.

b Matchs officiels uniquement.
Dernière mise à jour le 26 septembre 2023.
Michel Himmer, né le 5 avril 2000, est un joueur international allemand de rugby à XV évoluant au poste de deuxième ligne au Niort Rugby Club .

## Carrière
Michel Himmer est formé au DSV 78 Hanovre. International moins de 18 ans avec l'Allemagne, il est invité à participer à un stage d'été au sein du prestigueux Sydney University Football Club en 2018. Ses performances durant le stage impressionnent le club, qui l'invitent alors à rejoindre l'équipe. Il reçoit alors une bourse pour l'aider à financer ses trois saisons à l'académie. Blessé à plusieurs reprises durant la saison, il rentre en Allemagne pour se soigner. Il y rencontre alors Robert Mohr, ancien joueur professionnel du Stade rochelais, qui lui décroche un essai avec le centre de formation du club. Il s'illustre lors de cet essai, et signe un contrat espoir de trois ans, qui lui permettra de devenir JIFF. 
Après trois saisons au sein de l'académie de La Rochelle, il rejoint le Soyaux Angoulême XV Charente, où il tient un rôle mixte entre équipe espoir et entraînement avec les professionnels. Début 2023, il intègre la sélection allemande qui dispute le championnat d'Europe. Quelques mois plus tard, non retenu dans le groupe pro de Soyaux-Angoulême, il s'engage avec le Niort RC en Nationale 2.

## Statistiques
| Année | Compétition | Matchs | Points | Essais |
| ----- | ----------- | ------ | ------ | ------ |
| 2023  | REC 2023    | 5      | -      | -      |
| Total | Total       | 5      | -      | -      |